# КАСП (експеримент)

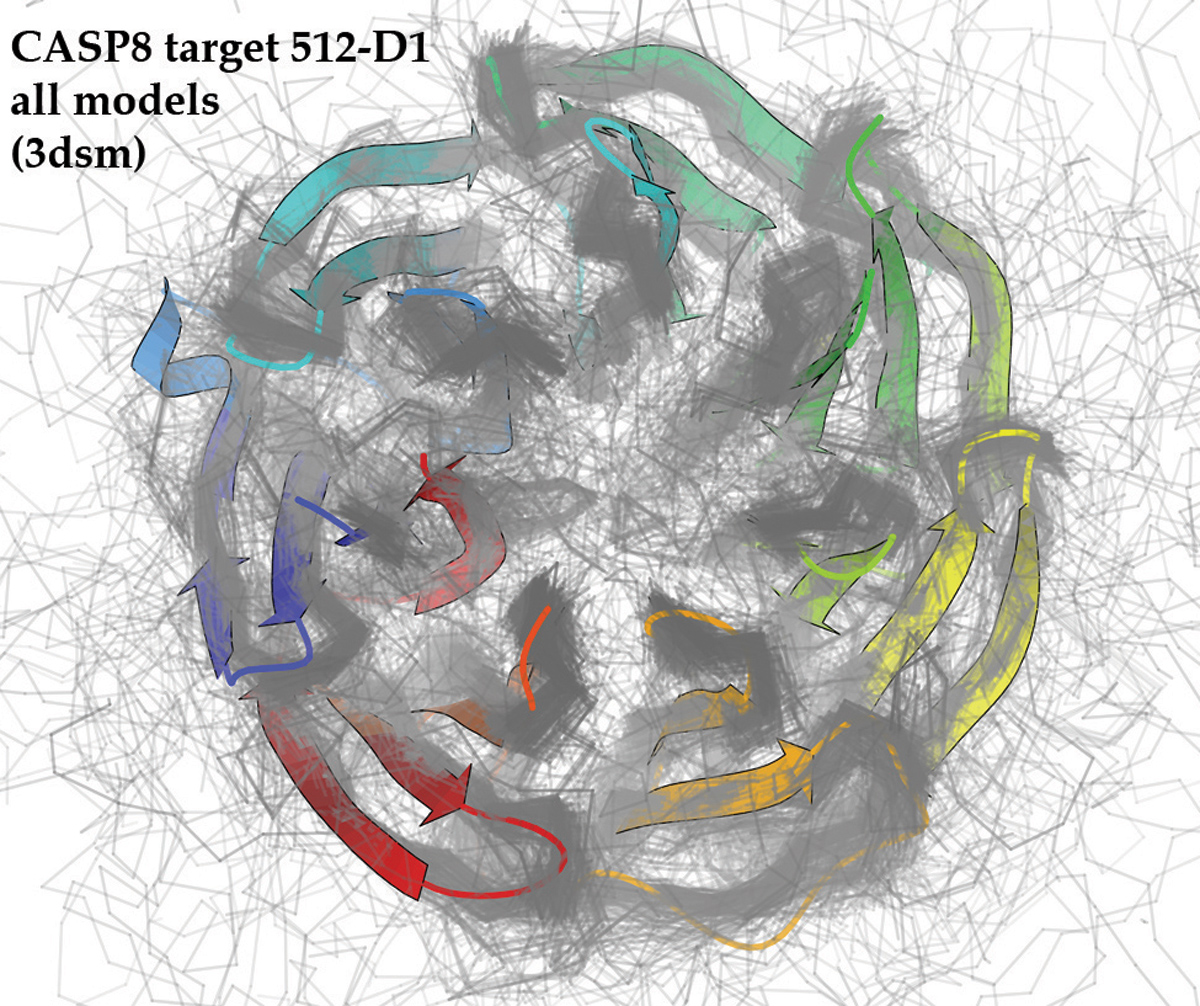
Експериментальна структура (стрічки) і 354 суміщених з нею шаблонних передбачень, представлених у формі сірих відрізків, що з'єднують α-вуглецеві атоми моделей; з КАСП8

КАСП (англ. CASP) — всесвітній експеримент з Критичного Аналізу методів для Структурних Передбачень білків. КАСП є «полігоном» для тестування методів з передбачення структури білків, знаряддям для незалежного і неупередженого аналізу прогресу і проблем у галузі комп'ютерного моделювання білків, і рушійною силою для розробки нових і покращення існуючих методів моделювання. Хоча основною метою КАСПу є аналіз поточного стану справ в області моделювання структури білків, багато хто розглядає експеримент як першість світу у цій галузі науки. Понад 100 наукових осередків зі всього світу регулярно беруть участь у КАСПі, і не є нетиповою ситуація, коли цілі наукові колективи відкладають свої інші дослідницькі проекти на кілька місяців з тим, щоб сконцентруватись на підготовці своїх серверів до «змагання» і займатись безпосередньо моделюванням запропонованих білків.

## Організація експерименту і його загальні принципи
КАСП було започатковано Джоном Молтом (John Moult, Мерилендський Університет) і Кшиштофом Фіделісом (Krzysztof Fidelis, Ліверморська національна лабораторія) 1994 року. Починаючи з 2004 року одним з організаторів експерименту є українець Андрій Криштафович (Andriy Kryshtafovych, Каліфорнійський університет в Девісі). Організатори відповідають за всі аспекти проведення експерименту, зокрема за достарчання послідовностей білків для моделювання, дотримання конфіденційності під час експерименту, організацію оцінювання передбачень і проведення конференції моделерів для обговорення результатів чергового туру передбачень. Незалежні експерти [недоступне посилання з липня 2019] запрошуються організаторами для оцінки моделей і складання висновків про об'єктивний стан справ в галузі. Участь в експерименті може взяти кожен охочий, зареєструвавши дослідницьку групу.

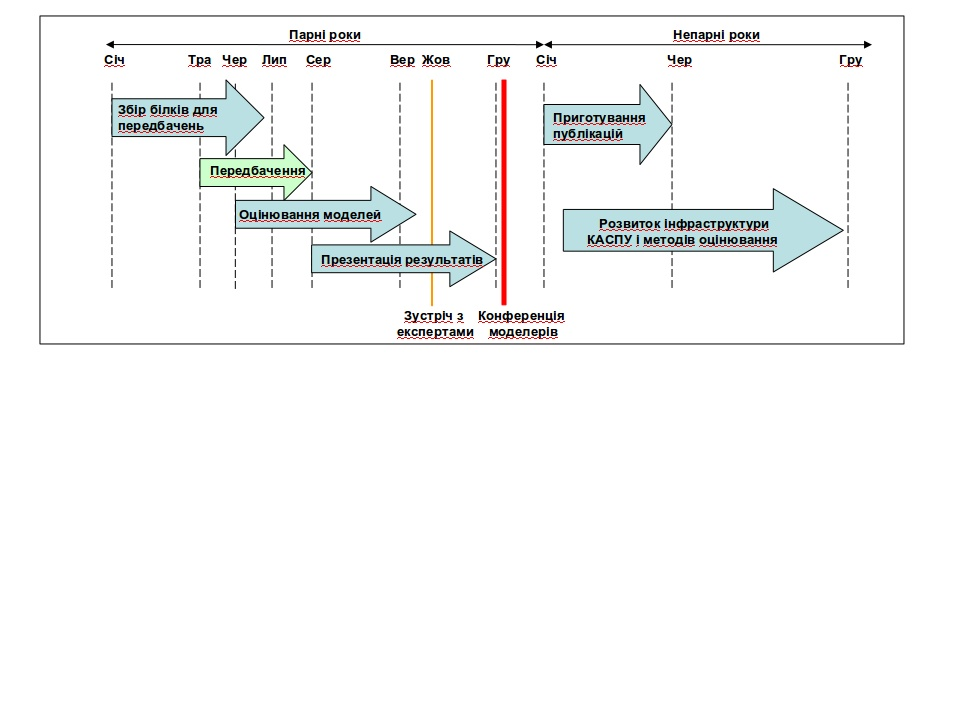
Графік проведення КАСПу

Експеримент проводиться раз в два роки. Головна суть КАСПу полягає в тому, що моделерам пропонуються для передбачення білки (на КАСПівському сленгу — «мішені»), структури яких ще невідомі на час моделювання. Це є зазвичай пептидні послідовності, що невдовзі будуть розв'язані експериментально за допомогою рентгенівської кристалографії чи ЯМР-спектроскопії, або структури, що були щойно розв'язані (частіше всього одним з центрів структурної геноміки), але ще не доступні публічно зі структурної бази даних білків PDB  [Архівовано 3 березня 2016 у Wayback Machine.]. У час, відведений для передбачень, дослідницькі групи повинні згенерувати модель і надіслати її до Центру передбачень білків  [Архівовано 3 січня 2020 у Wayback Machine.]. У центрі моделі автоматично оцінюються за допомогою стандартних процедур, після чого результати обчислень передаються незалежним експертам, які інтерпретують і підсумовують ці дані, а також аналізують деталі моделей за допомогою додаткових методів. Авторство моделей розкривається для експертів-оцінювальників лише після того, як вони складуть звіт організаторам про якість моделей. Після цього найкращі групи запрошуються на конференцією моделерів, яка завершує цикл КАСПу, і де обговорюються результати останнього експерименту і пропонуються зміни до наступного. Принципи «сліпого» передбачення і оцінки забезпечують об'єктивність експерименту, дозволяють викривати переваги чи вади окремих методів, ставлять бар'єр для непідтверджених заявок про успіх і надають розробникам методів механізм для встановлення їхньої дійсної спроможності.

## Основні типи методів для моделювання структур
Методи для передбачення третинної структури білків оцінюються в КАСПі окремо для шаблонного і безшаблонного моделювання. Якщо запропоновані для передбачення білки мають еволюційну схожість до білків з відомою структурою — так званого шаблону (англ. — template) — то тоді для моделювання структури білка застосовують принцип моделювання за шаблоном (англ. — template-based modeling або comparative modeling). Коли не вдається знайти шаблону, то тоді застосовуються так звані безшаблонні методи (англ. template-free methods або de novo methods), які зазвичай використовують техніку складання білків з коротких сегментів відомих структур або наближені стратегії пошуку мінімуму енергетичного ландшафту. Із зростом бази даних структур стає все важче відшукати для експерименту білки, придатні для тестування методів безшаблонного моделювання.

## Оцінка моделей

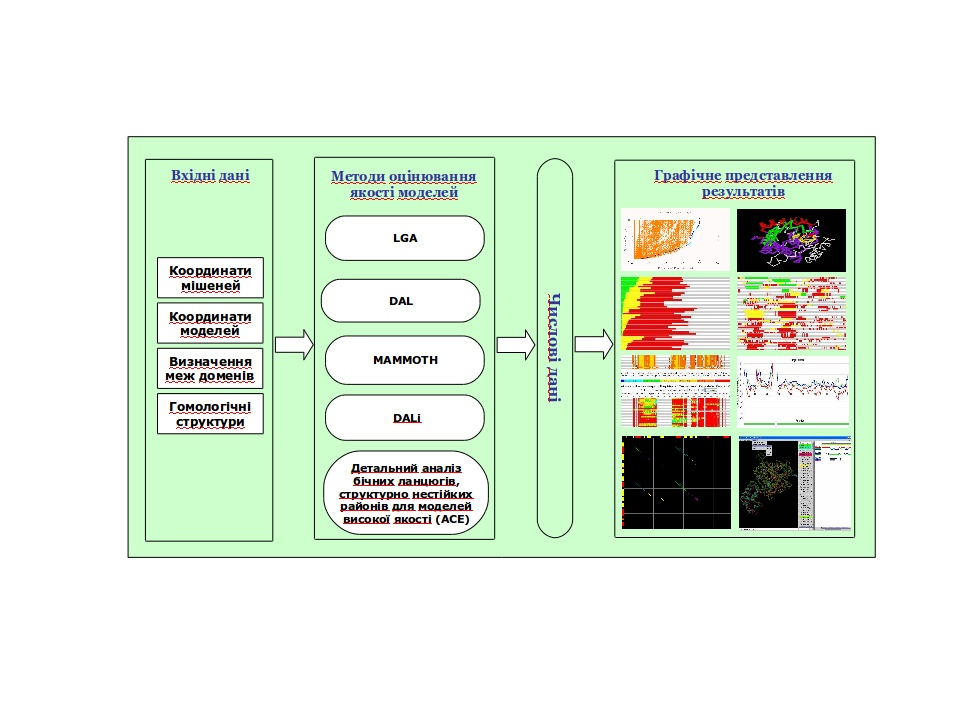
Схема автоматичного оцінювання структурних моделей і візуалізації результатів в КАСПі

У КАСПі оцінюються передбачення в таких категоріях:
- передбачення третинної структури білків (результати шаблонного і безшаблонного моделювання оцінюються окреио)
- передбачення вторинної структури (КАСП1-КАСП5)
- структурні комплекси (КАСП2; окремий експеримент — КАПРІ (англ. — CAPRI) — продовжує цю тематику)
- передбачення контактів між амінокислотними залишками (починаючи з КАСП4)
- передбачення невпорядкованих регіонів (починаючи з КАСП5)
- передбачення границь доменів (КАСП6-КАСП8)
- передбачення функції (починаючи з КАСП6)
- оцінка якості моделей (починаючи з КАСП7)
- покрашення моделей (починаючи з КАСП7)
- шаблонні передбачення високої точності (починаючи з КАСП7).

Основним методом оцінки якості структурних моделей в КАСПі є зіставлення позицій α-вуглецевих атомів в моделі і мішені. Це порівняння проводиться за допомогою пакету програм, базовою з яких є LGA. Основною функцією оцінки якості моделі є міра GDT_TS (з програми LGA), що описує процент вірно змодельованих амінокислотних залишків в моделі по відношенню до мішені. Результати аналізу наводяться на графіках, що підсумовують відстані між парами еквівалентних α-вуглеців в оптимальному накладенні моделі на експериментальну структуру. Слід зауважити проте, що результати автоматичного числового аналізу є ненадійними у випадках, коли моделі є досить далекими від нативних структур, що звикло трапляється при безшаблонному моделюванні. У цих випадках основним механізмом оцінки якості моделей є їхній візуальний аналіз експертами. Шаблонні передбачення високої точності оцінювалися в КАСП7 на предмет їхньої придатності для фазування молекулярного заміщення кристалічної структури мішені, а в КАСП8 — на предмет відповідності повно-атомних моделей (а не лише α-вуглецевих) експериментальним структурам.

## Публікація результатів
Результати експерименту друкуються в спеціальному номері наукового журналу Proteins: Structure, Function, Bioinformatics. Посилання до всіх КАСПових примірників журналу наведені на вебсайті Центру передбачень  [Архівовано 29 червня 2010 у Wayback Machine.]. Заголовна стаття кожного спеціального випуску описує специфіку кожного з експериментів, а завершальна стаття наводить аналіз прогресу в області моделювання,.

## Результати ранкування методів
Офіційні результати останніх двох КАСПів опубліковані організаторами експерименту на вебсайті Центру передбачень білків:
- КАСП9 — Офіційний ранк автоматичних серверів [Архівовано 21 січня 2022 у Wayback Machine.]
- КАСП9 — Офіційний ранк всіх методів [Архівовано 24 грудня 2010 у Wayback Machine.]
- КАСП8 — Офіційний ранк автоматичних серверів [Архівовано 3 листопада 2020 у Wayback Machine.]
- КАСП8 — Офіційний ранк всіх методів [Архівовано 4 червня 2009 у Wayback Machine.]

Зауважимо, що не всі сервери, що беруть участь в КАСПі, є публічно доступними після завершення експерименту. Також, багато публічних серверів з найвищими КАСПовими ранками, мають довгі черги на моделювання, і тому інколи потрібно довгий час, щоб отримати передбачення.
Кілька дослідників також зробили свої незалежні ранкування методів з КАСП8 (2008) і опублікували їх на Інтернеті. Наприклад:
- від Я.Джанга
- від Н.Грішіна [Архівовано 10 лютого 2009 у Wayback Machine.]
- від Л.МакГаффіна [Архівовано 21 травня 2011 у Wayback Machine.]
- від Д.Бейкера
- від Дж. Ченга